# Bartolomeo Carteri
Bartolomeo Carteri (Verona, 1542 ? – Verona, 27 aprile 1614) è stato un compositore italiano attivo fra la fine del XVI secolo e l'inizio del XVII.

## Biografia
Musicista di professione (compositore, cantore, suonatore di Cornetto, liuto e viola da gamba) entra nell'Accademia Filarmonica di Verona il 31 dicembre 1564, rimanendovi aggregato per tutta la vita. Poco si conosce della sua vita se non quanto si ricava da un suo presunto ritratto eseguito da Felice Brusasorzi intorno al 1580, ma la data è fortemente incerta, conservato presso il Museo civico ubicato nel Castelvecchio a Verona. Secondo la lettura data da Materassi, nel quadro è visibile un libro musicale in cui è riportata la parte di soprano del madrigale Pianta cara e gentil, che appare a suo nome nel manoscritto del 1580 circa, redatto dall'Accademia Filarmonica in onore della cantante mantovana Laura Peverara (VEaf, Fondo musicale antico, b. 220).